# 田中豪 (ゲームシナリオライター)
田中豪（たなか ごう）はゲームシナリオライター。バンダイナムコゲームスに所属していたが、2010年4月1日からフリーで活動している。

## 人物
ゲーム好きだったことから、ゲームのシナリオを作りたいと考えナムコに入社。PS版『テイルズ オブ デスティニー』から『テイルズ オブ』 シリーズにかかわっている。
松元弘毅とともにシナリオ作成チーム「Romancework」を結成し、『テイルズ オブ レジェンディア』のシナリオを制作した。バンダイナムコゲームス離脱後のサイト名にもこの名前を使用している。

## 作品

### ゲーム
- テイルズ オブ デスティニー（1997年12月23日、PS）
- ナムコアンソロジー2「ワルキューレの冒険」（1998年9月23日、PS）[3]
- テイルズ オブ ファンタジア 体験版ミニゲーム「アーチェと愉快な仲間たち」（1998年）[3]
- テイルズ オブ ファンタジア（1998年12月23日、PS）コ・プロデューサー
- テイルズ オブ エターニア（2000年11月30日、PS）スペシャルサンクス
- テイルズ オブ ファンダム Vol.1（2002年1月31日、PS）シナリオディレクション
- テイルズ オブ エターニア オンライン（2005年 - 2007年、PC）[4]
- テイルズ オブ レジェンディア（2005年8月25日、PS2）シナリオ、松元弘毅と共同
- テイルズ オブ デスティニー（2006年11月30日、PS2）メインシナリオ
- テイルズ オブ ファンダム Vol.2（2007年6月28日、PS2）ファンタジア編、アビス（ティア）編
- テイルズ オブ イノセンス（2007年12月6日、DS）シナリオ監修
- テイルズ オブ デスティニー ディレクターズカット（2008年1月31日、PS2）スペシャルサンクス
- テイルズ オブ グレイセス（2009年12月10日、Wii）メインシナリオ
- テイルズ オブ グレイセス エフ（2010年12月2日、PS3）メインシナリオ、追加シナリオ「未来への系譜編」
- STAR DRIVER 輝きのタクト 銀河美少年伝説（2011年3月3日、PSP）松元弘毅、イツノケンジと共同
- 追憶の青（2016年9月20日、iOS / Android）シナリオ、松元弘毅と共同

### ドラマCD
- テイルズ オブ レジェンディア〜voice of character quest〜1（2006年8月23日）
- テイルズ オブ レジェンディア〜voice of character quest〜2（2006年9月27日）
- テイルズ オブ グレイセス Vol.1 目覚める花は風と共に（2010年5月26日）
- テイルズ オブ グレイセス Vol.2 水の中の光を掴んで（2010年6月23日）
- テイルズ オブ グレイセス Vol.3 蒼き心は炎に溶けて（2010年7月22日）
- テイルズ オブ グレイセス Vol.4 その手に大地の生命を掴んで（2010年8月25日）
- アンソロジードラマCD テイルズ オブ グレイセス エフ 2010 Winter（2011年1月26日発売）
- アンソロジードラマCD テイルズ オブ グレイセス エフ 2011 Summer（2011年9月14日発売）
- アンソロジードラマCD テイルズ オブ グレイセス 2012 Summer（2012年9月26日発売）
- アンソロジードラマCD テイルズ オブ グレイセス 2012 Winter（2013年1月26日発売）

### 小説
- テイルズ オブ グレイセス エフ 誓いの花 上（2011年2月28日）
- テイルズ オブ グレイセス エフ 誓いの花 下（2011年5月30日）
- 『テイルズ オブ ザ ヒーローズ ツインブレイヴ』限定版付属小説（2012年2月23日）
  - 月夜に、背中合わせで。
  - 未来への約束

### その他
- Counter-Strike NEO -WHITE MEMORIES-（2005年）[4]